# 工藤雅樹
工藤 雅樹（くどう まさき、1937年（昭和12年）12月18日 - 2010年（平成22年）1月29日）は、日本の考古学者、歴史学者。福島大学名誉教授。専門は蝦夷を中心とした東北地方の古代史。

## 来歴
岩手県岩手郡松尾村（現・八幡平市）出身。岩手県立盛岡第一高等学校を経て東北大学文学部史学科入学、1966年には東北大学大学院文学研究科の博士課程を修了した。その後は東北歴史資料館（現在の東北歴史博物館）勤務を経て、宮城学院女子大学に教授として迎えられた。1989年からは福島大学の教授となり、2003年に退官するまで務めた。2004年には再び東北歴史博物館へと戻り、館長を2年間務めた。
2004年からは平泉の世界遺産登録を目指した推薦書作成委員会委員長になったが、2008年7月6日、国際記念物遺跡会議より普遍的価値の証明が不十分との指摘を受け、世界遺産の登録は見送りとなった。2009年11月、再び登録を目指して修正を行った推薦書が完成したが、その直後の12月に体調を崩し仙台市内の病院に入院。2010年1月29日午後10時40分、胆嚢癌の為、仙台市宮城野区の病院で死去。72歳没。

## 主要論文
- 工藤雅樹「日本人起源論の史学史 (特集:「日本人」とは何か)」『日本の科学者』第38巻第9号、日本科学者会議、2003年、460-465頁、ISSN 00290335、NAID 40005913224。
- 工藤雅樹「平泉藤原氏とその時代」『成形加工』第18巻第1号、プラスチック成形加工学会、2006年、47-52頁、ISSN 09154027、NAID 10018108848。
- 工藤雅樹「歴史浪漫シリーズ 北海道 その原風景とアイヌ文化への道」『北海道東北地域経済総合研究所機関誌』第60号、北海道東北地域経済総合研究所、2008年、34-37頁、ISSN 13465635、NAID 40015853185。
- 工藤雅樹「歴史浪漫シリーズ 本州の「アイヌ語地名」」『北海道東北地域経済総合研究所機関誌』第65巻、北海道東北地域経済総合研究所、2009年、38-41頁、ISSN 13465635、NAID 40016635816。
- 工藤雅樹「歴史浪漫シリーズ 古代蝦夷を考える」『北海道東北地域経済総合研究所機関誌』第67巻、北海道東北地域経済総合研究所、2009年、36-39頁、ISSN 13465635、NAID 40016879929。
- 工藤雅樹「歴史浪漫シリーズ 北海道のアイヌ語地名」『北海道東北地域経済総合研究所機関誌』第64号、北海道東北地域経済総合研究所、2009年、36-39頁、ISSN 13465635、NAID 40016445288。

## 死後
- 2011年3月11日 - 東日本大震災
- 2011年6月26日 - ユネスコ、平泉を世界遺産に登録

## 追悼
- 福島大学史学会2013『福大史学』82号 工藤雅樹先生をしのぶ（工藤雅樹名誉教授追悼記念特集号）